# انجی توماس
انجی توماس (به انگلیسی:Angie Thomas)(زاده ۱۹۸۸) رمان‌نویس آمریکایی است.

## کتاب ها
از مشهورترین آثار وی می‌توان به کتاب نفرتی که تو می‌کاری اشاره داشت.